# RedOne
Nadir Khayat (Tetuão, Marrocos, 9 de abril de 1972) conhecido pelo nome artístico RedOne, é um cantor, produtor, compositor e empresário marroquino-sueco. radicado nos EUA. RedOne é conhecido por ter trabalhado com grandes nomes da música como Nicole Scherzinger, Nicki Minaj, Lady Gaga, Michael Jackson, U2, Usher, One Direction, Pitbull, RBD, Backstreet Boys, Shakira, Enrique Iglesias, Akon, Now United e outros. Ele foi descrito como a chave para o som da música de Lady Gaga. Sua discografia de produção possui muitos sucessos internacionais e da Billboard, que ele produziu e coescreveu. RedOne estabeleceu sua própria gravadora chamada RedOne Records. RedOne foi nomeado para dez prêmios Grammy, ganhando três prêmios. Ele também recebeu o prêmio Grammis para Produtor do Ano, um equivalente sueco com Grammy Awards. Em 2009, ele foi o produtor número um da "Billboard Hot 100", ocupando o terceiro lugar como compositor e BMI Compositor do ano. Geralmente, ele produz gêneros pop, rock, R&B, house e dance.

## Colaborações
| Ano  | Artista                    | Canção                                                               |
| ---- | -------------------------- | -------------------------------------------------------------------- |
| 2006 | RBD                        | "Wanna Play"                                                         |
| 2006 | RBD                        | "Cariño Mio"                                                         |
| 2008 | Akon                       | "Against the Grain" (featuring Ray Lavender)                         |
| 2008 | Akon                       | "Sunny Day" (featuring Wyclef Jean)                                  |
| 2008 | Lady Gaga                  | "Just Dance" (featuring Colby O'Donis)                               |
| 2008 | Lady Gaga                  | "LoveGame"                                                           |
| 2008 | Lady Gaga                  | "Poker Face"                                                         |
| 2008 | Lady Gaga                  | "Money Honey"                                                        |
| 2008 | Lady Gaga                  | "Boys Boys Boys"                                                     |
| 2008 | Lady Gaga                  | "Paper Gangsta"                                                      |
| 2009 | Lady Gaga                  | "Bad Romance"                                                        |
| 2009 | Lady Gaga                  | "Alejandro"                                                          |
| 2009 | Lady Gaga                  | "Monster"                                                            |
| 2009 | Lady Gaga                  | "So Happy I Could Die"                                               |
| 2009 | Alexandra Burke            | "The Silence"                                                        |
| 2009 | Alexandra Burke            | "Broken Heels"                                                       |
| 2009 | Alexandra Burke            | "Dumb"                                                               |
| 2009 | Backstreet Boys            | "Straight Through My Heart"                                          |
| 2009 | Little Boots               | "Remedy"                                                             |
| 2009 | Pixie Lott                 | "Rolling Stone"                                                      |
| 2009 | Sean Kingston              | "Fire Burning"                                                       |
| 2009 | Space Cowboy               | "Falling Down" (featuring Chelsea from the Paradiso Girls)           |
| 2009 | Space Cowboy               | "Just Play That Track" (featuring Natalia Kills)                     |
| 2009 | Space Cowboy               | "I Came 2 Party" (Cinema Bizarre featuring Space Cowboy)             |
| 2009 | Space Cowboy               | "Boyfriends Hate Me"                                                 |
| 2009 | Space Cowboy               | "Party Like an Animal" (featuring Kee & Vistoso Bosses)              |
| 2009 | Space Cowboy               | "I'ma Be Alright (Rent Money)"                                       |
| 2010 | Alexandra Burke            | "Start Without You"                                                  |
| 2010 | Alexandra Burke            | "What Happens On The Dancefloor" (featuring Cobra Starship)          |
| 2010 | Artistas pelo Haiti        | "We Are the World 25 for Haiti"                                      |
| 2010 | Cassie                     | "Lets Get Crazy" (featuring Akon)                                    |
| 2010 | Enrique Iglesias           | "I Like It" (featuring Pitbull)                                      |
| 2010 | Enrique Iglesias           | "One Day at a Time" (featuring Akon)                                 |
| 2010 | Enrique Iglesias           | "Dirty Dancer" (featuring Usher)                                     |
| 2010 | Enrique Iglesias           | "Why Not Me?"                                                        |
| 2010 | Lil Jon                    | "Give It All U Got"                                                  |
| 2010 | Livvi Franc                | "Automatik"                                                          |
| 2010 | Mary J. Blige              | "Whole Lotta Love"                                                   |
| 2010 | Love Generation            | "Love Generation"                                                    |
| 2010 | Mika vs RedOne             | "Kick Ass (We Are Young)"                                            |
| 2010 | Mohombi                    | "Bumpy Ride"                                                         |
| 2010 | Mohombi                    | "Miss Me" (featuring Nelly)                                          |
| 2010 | Mohombi                    | "Dirty Situation" (featuring Akon)                                   |
| 2010 | Mylène Farmer              | "Oui mais… non"                                                      |
| 2010 | Mylène Farmer              | "Lonely Lisa"                                                        |
| 2010 | Nicole Scherzinger         | "Poison"                                                             |
| 2010 | Orianthi                   | "Addicted to Love"                                                   |
| 2010 | Usher                      | "More"                                                               |
| 2010 | Sugababes                  | "About A Girl"                                                       |
| 2011 | Alex Sparrow               | "Get You"                                                            |
| 2011 | Usher                      | "More (RedOne/Jimmy Joker Remix)"                                    |
| 2011 | Jennifer Lopez             | "On the Floor"                                                       |
| 2011 | Jennifer Lopez             | "Hypnotico" (Produced by RedOne & Lady Gaga and written by her also) |
| 2011 | Jennifer Lopez             | "Charge Me Up"                                                       |
| 2011 | Jennifer Lopez             | "Papi"                                                               |
| 2011 | Lady Gaga                  | "Judas"                                                              |
| 2011 | Lady Gaga                  | "Hair"                                                               |
| 2011 | Lady Gaga                  | "Scheiße"                                                            |
| 2011 | Mohombi                    | "Sex Your Body"                                                      |
| 2011 | Mohombi                    | "Coconut Tree" (featuring Nicole Scherzinger)                        |
| 2011 | Nicole Scherzinger         | "Everybody"                                                          |
| 2011 | Nicole Scherzinger         | "Killer Love"                                                        |
| 2011 | Nicole Scherzinger         | "Club Banger Nation"                                                 |
| 2011 | Nicole Scherzinger         | "Desperate"                                                          |
| 2011 | Nicole Scherzinger         | "Everybody"                                                          |
| 2011 | Love Generation            | "Dance Alone"                                                        |
| 2011 | Porcelain Black            | "This Is What Rock n Roll Looks Like" (featuring Lil Wayne)          |
| 2011 | Porcelain Black            | "Naughty Naughty"                                                    |
| 2011 | Porcelain Black            | "Mannequin Factory"                                                  |
| 2012 | Nicki Minaj                | "Starships"                                                          |
| 2012 | Nicki Minaj                | "Pound the alarm"                                                    |
| 2012 | Nicki Minaj                | "Whip it"                                                            |
| 2012 | Nicki Minaj                | "Automatic"                                                          |
| 2012 | Jennifer Lopez             | "Dance Again" (featuring Pitbull)                                    |
| 2013 | Lady Gaga                  | "Gypsy (canção de Lady Gaga)"                                        |
| 2016 | Lady Gaga                  | "Angel Down"                                                         |
| 2016 | Martin Garrix              | "Don't Look Down" (featuring Usher)                                  |
| 2017 | Now United                 | "Summer In The City"                                                 |
| 2018 | Now United                 | "What Are We Waiting For?"                                           |
| 2018 | Now United                 | "Who Would Think That Love?"                                         |
| 2018 | Now United                 | "All Day"                                                            |
| 2018 | Now United                 | "How we Do It"                                                       |
| 2018 | 2018 FIFA World Cup Russia | "One World" (featuing Adelina and Now United)                        |
| 2020 | Now United                 | "Better"                                                             |